# مادوچا
مادوچا (به مجاری:  Madocsa) یک منطقهٔ مسکونی در مجارستان است که در ناحیه پاکش واقع شده‌است. مادوچا ۴۳٫۳۳ کیلومتر مربع مساحت و ۱٬۸۸۱ نفر جمعیت دارد.